# Mann tut was Mann kann
Mann tut was Mann kann es una película alemana del director Marc Rothemund.
En 2012 el número de espectadores de la película ascendía a 853.578, situándose en el sexto lugar de las películas más vistas en 2012.

## Reparto
- Wotan Wilke Möhring: Paul Schuberth
- Jasmin Gerat: Iris Jasper
- Jan Josef Liefers: Guido Schamski
- Fahri Ögün Yardim: Bronko Steiner
- Oliver Korittke: Günther
- Karoline Schuch: Iggy
- Friederike Kempter: Kathrin
- Anne Weinknecht: Andrea
- Tobias Oertel: Timothy Huntington
- Hedi Kriegeskotte: Frau Hoffmann
- Peter Sattmann: Dr. Görges
- Noémi Besedes: Katja Riebinger
- Miranda Leonhardt: Biggi
- Manuel Cortez: Rodriguez
- Emilia Schüle: Sophie